# Ludvig Fritzson
Ludvig Fritzson, né le 25 août 1995 à Mölltorp en Suède, est un footballeur suédois qui évolue au poste de milieu central au Zagłębie Lubin.

## Biographie

### Débuts professionnels
Né à Mölltorp en Suède, Ludvig Fritzson commence le football avec le club local du Mölltorp/Breviks AIF puis il joue pour le Tibro AIK (en). En janvier 2015 il signe au Degerfors IF. Il découvre avec ce cub la Superettan, la deuxième division suédoise. Il joue son premier match dans cette compétition le 29 avril 2015, en entrant en jeu en fin de partie face à l'IFK Värnamo (victoire 1-3 de Degerfors).
Le 3 juin 2015 il se fait remarquer en marquant deux buts en championnat contre l'Östersunds FK. Il s'agit de ses deux premiers buts pour le club mais il ne permettent pas à son équipe de remporter des points (défaite 3-2 de Degerfors).
Le 9 janvier 2017, Ludvig Fritzson rejoint l'Östersunds FK.
Après avoir aidé le club à se maintenir lors de la saison 2022, Fritzson est annoncé sur le départ en novembre 2022, l'Östersunds FK qui fait face à des problèmes financiers devant notamment transférer des joueurs.

### IF Brommapojkarna
En janvier 2023, Ludvig Fritzson rejoint l'IF Brommapojkarna. Le transfert est annoncé le 21 décembre 2021 et il signe un contrat courant jusqu'en décembre 2024.

### Zagłębie Lubin
Le 14 janvier 2025, Ludvig Fritzson prend la direction de la Pologne en signant en faveur du Zagłębie Lubin pour un contrat courant jusqu'en juin 2026.

## Vie privée
Ludvig Fritzson est le jeune frère de Hannes Fritzson, lui aussi footballeur. Ils ont joué ensemble au Degerfors IF.